# مجلس قروي (فلسطين)
مجلس قروي هو نوع من الحكم المحلي المُستخدم من قبل السلطة الوطنية الفلسطينية في المناطق الفلسطينية والتي يتراوح عدد سكانها ما بين 800 إلى 3000. هُناك حوالي 220 مجلس قروي في الأراضي الفلسطينية.
يُمكن أن تتكون المجالس القروية من 3 إلى 11 عضوًا، متضمنين الرئيس ونائبه والأمين. على عكس الهيئات المحلية، فإنَّ المجالس القروية لا تُجري انتخابات، حيثُ يقوم ممثلو أكبر عشائر المنطقة باختيار رئيس المجلس والذي بدوره يعين وزير الحكم المحلي للسلطة الوطنية الفلسطينية.

## أهمية المجالس القروية
تُعتبر المجالس القروية جزءًا أساسيًا من الهيكل الإداري المحلي في المناطق الفلسطينية، حيث تلعب دورًا حيويًا في تقديم الخدمات الأساسية للسكان المحليين، مثل المياه والكهرباء وإدارة النفايات والبنية التحتية. كما تساهم في تعزيز المشاركة المجتمعية والتنسيق بين السكان والسلطات المركزية.
تُعد المجالس القروية مثالًا على نموذج الحكم المحلي التقليدي المعتمد على التقاليد العشائرية في اختيار القادة المحليين، مما يعكس الثقافة المجتمعية والتقاليد المحلية للمناطق الريفية في فلسطين.